# SSLオフロード
SSLオフロードはサーバ/クライアントネットワークでのTLSまたはSSLによる通信において、サーバをSSLエンコード/デコード負荷から解放してパフォーマンスを上げるために、SSL処理を専門に行うノードを設置したシステムのことである。
SSLオフローダーが、クライアントとサーバ間に設置されるトポロジーと、サーバロードバランスのシステム内で、SSLオフローダーにリダイレクトするトポロジーで利用される。SSLオフローダーはリバースプロキシの一種として動作する。
1. 通常のフロー：クライアント (SSL) →サーバ (SSL)
2. SSLオフロードのフロー：クライアント (SSL) →オフローダー (SSL) →サーバ
3. 負荷分散 + SSLオフロード：クライアント (SSL) →負荷分散→オフローダー(SSL)→負荷分散→サーバ

SSL証明書はサーバではなくSSLオフローダーにインストールされることになるが、通常、SSLオフローダーの台数はサーバより少ない。このことから、SSL証明書のライセンス数について、証明書発行会社により解釈が若干異なる。